# Miguel Pallardó
Miguel Pallardó (ur. 5 września 1986 w Alaquàs) – hiszpański piłkarz występujący na pozycji pomocnika.

## Kariera piłkarska
Od 2004 roku występował w Valencii CF, Getafe CF, Levante UD, UD Almería, Hearts of Midlothian i V-Varen Nagasaki.